# Luftangriffe auf Meiningen

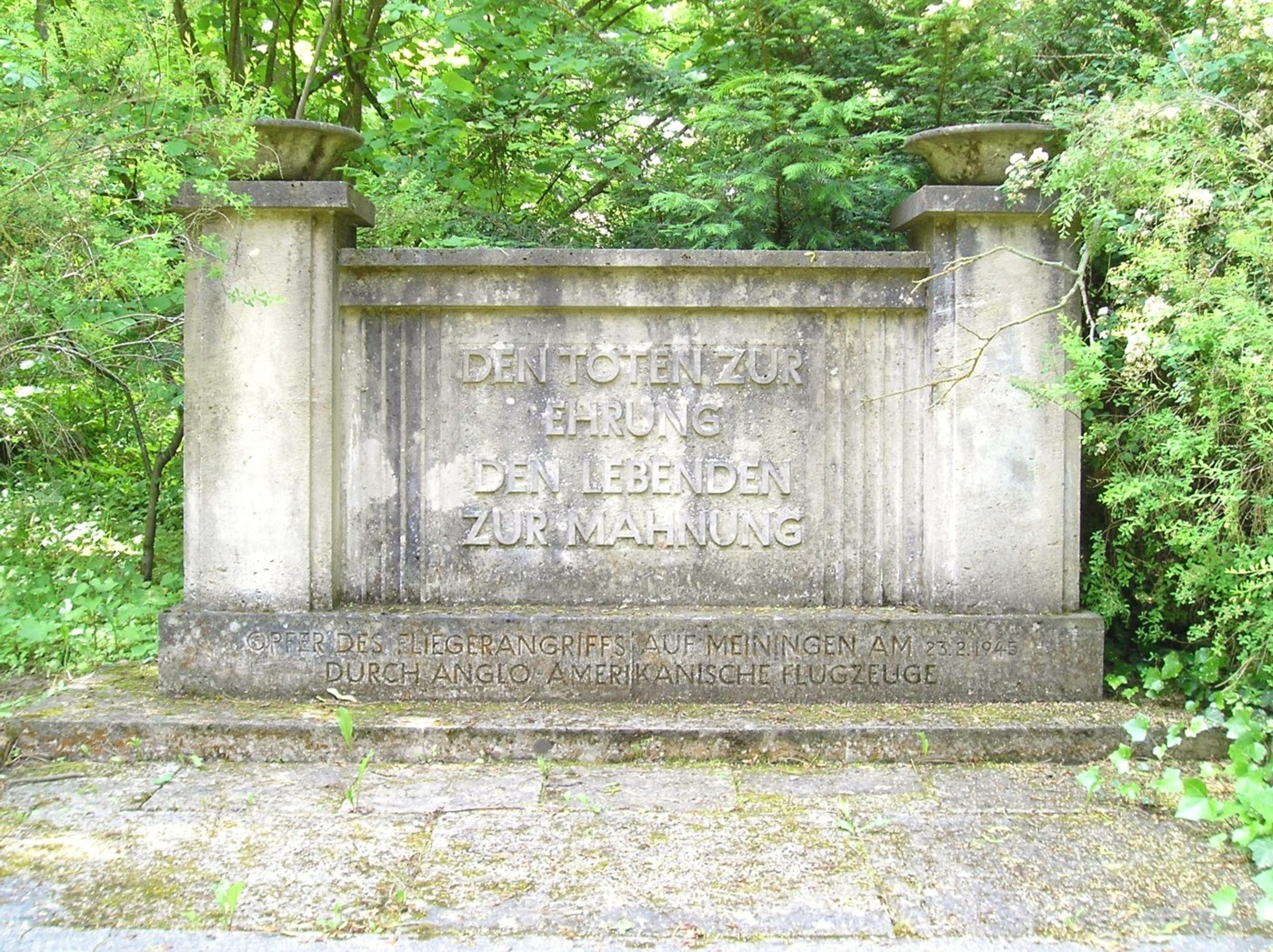
Gedenkstein an die Bombenopfer im Ehrenhain auf dem Parkfriedhof Meiningen

Im Zweiten Weltkrieg fanden mehrere Luftangriffe auf die Stadt Meiningen statt. Der schwerste Angriff erfolgte am 23. Februar 1945 im Rahmen der Operation Clarion und wurde von Bombengeschwadern der 8th Air Force durchgeführt. Die primären Angriffsziele waren bei allen Bombardements die Bahnanlagen, Brücken und das Reichsbahnausbesserungswerk (RAW).

## Die Lage in der Stadt während des Krieges
Meiningen war während des Krieges eine Rotkreuz-Stadt mit acht Lazaretten, die bis zu 1600 Verwundete versorgen konnten. Darunter befand sich auch das Kriegsgefangenenlazarett Stalag IX/C(b) für Offiziere westalliierter Flugzeugbesatzungen. Meiningen war aber auch ein wichtiger Standort für die Wehrmacht. In den vier Kasernen waren, nachdem sich die hier beheimateten Regimenter im Fronteinsatz befanden, hauptsächlich Ersatz- und Ausbildungsbataillone stationiert. Ab 1943 befand sich in der Drachenbergkaserne ein Teil der von Berlin ausgelagerten Abteilungen Wehrmachtauskunftstelle und Wehrmachtverlustwesen (WVW) mit rund 1400 Beschäftigten. In der Stadt waren weiter ein Heeresverpflegungsamt, eine Heeresstandortverwaltung, ein Wehrbezirkskommando und Wehrmeldeamt, eine Sanitätsstaffel und Heeresfachschulen ansässig. Eine kriegswichtige Einrichtung war das hiesige Ausbesserungswerk der Deutschen Reichsbahn, das während des Krieges im Durchschnitt 90 Dampflokomotiven pro Monat für das deutsche Transportwesen instand setzte und wartete. Meiningen war weiter ein Eisenbahnknoten und besaß einen Verschiebebahnhof.

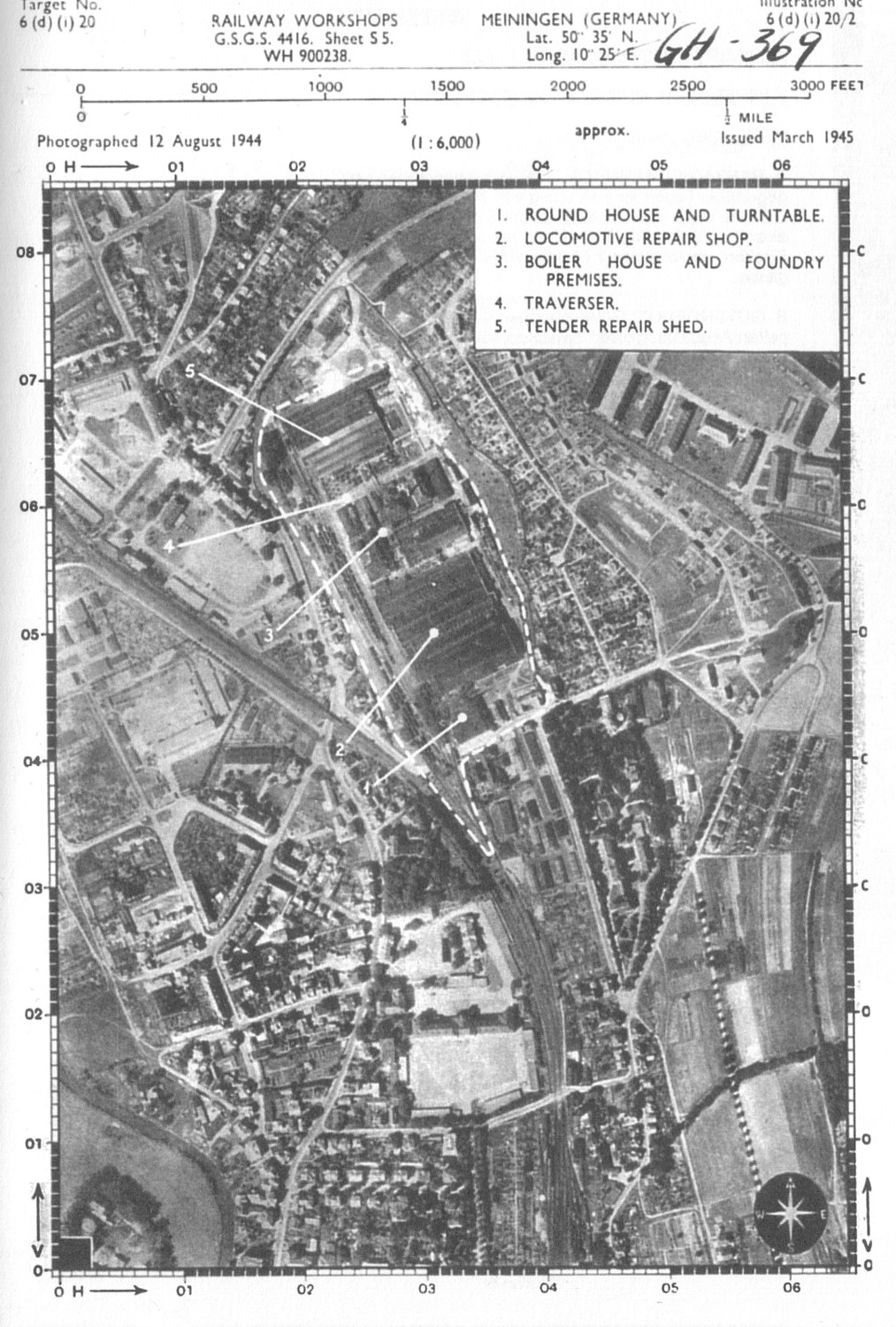
Aufklärungsfoto der USAAF vom RAW am 12. August 1944

Auf Grund der vielen Lazarette und der kaum vorhandenen Industrie wurde von Seiten der Meininger NSDAP-Führung die Bevölkerung stets im Glauben gehalten, dass es keine großen Luftangriffe auf Meiningen geben wird. Auch das Oberkommando der Wehrmacht hoffte bei der Auslagerung seiner Ämter hierher auf mehr Sicherheit. Zudem suchten viele Großstadtbewohner in Meiningen Zuflucht vor den stetigen Bombenangriffen auf ihre Heimatstädte. Anfang 1945 kamen zahlreiche Flüchtlinge aus den deutschen Ostgebieten hinzu, sodass in der bis dahin 22.000-Einwohner-Stadt mittlerweile mehr als 30.000 Menschen lebten.

## Erste Luftangriffe
Bis Anfang 1945 fanden vereinzelt Bombenabwürfe auf Meiningen statt, so am 13. September 1944, als zwei Bomber vom Typ B-17 „Flying Fortress“ Sprengbomben auf den Bahnhof abwarfen und dabei drei Gleise und das Bahnhofsgebäude beschädigten, sowie am 2. Dezember 1944. Bei nur wenigen Toten, einigen zerstörten Häusern und leicht beschädigten Gleisen auf dem Bahnhofsgelände waren die Auswirkungen aber relativ gering. Das Reichsbahnausbesserungswerk Meiningen stand seit Mitte 1944 als mögliches Ziel auf der Liste für Bombardierungen, das Werk sowie die Bahnanlagen und der Flugplatz Meiningen wurden mit Aufklärungsfotos ausgekundschaftet, geplante Angriffe erfolgten erst ab Februar 1945. So wurde am 6. Februar ein vorgesehener Angriff auf den Flugplatz durch die 457th Bombardment Group wegen schlechter Sicht abgebrochen.

## Luftangriff am 23. Februar 1945

### Vorgeschichte
Die Operation Clarion war die am weitesten gestreute Luftkriegsoperation der Alliierten im Zweiten Weltkrieg. Innerhalb von zwei Tagen sollten zahlreiche Verkehrsanlagen, Transportmittel und Kommunikationsanlagen insbesondere in kleinen und mittelgroßen Städten im Deutschen Reich angegriffen und zerstört werden, um den Vormarsch der Westalliierten Richtung Rhein und Zentraldeutschland zu erleichtern. Meiningen gehörte mit seinen Bahnanlagen und Brücken als Ersatzziel zu den 200 ausgewählten Primär- und Ersatzzielen, als Angriffsziel in Meiningen wurde der Verschiebebahnhof festgelegt. Die Ersatz- bzw. Ausweichziele wurden angeflogen, wenn die Bombardierung der Primärziele wegen Wetterunbilden oder anderer Faktoren nicht möglich war.

### Der Angriff

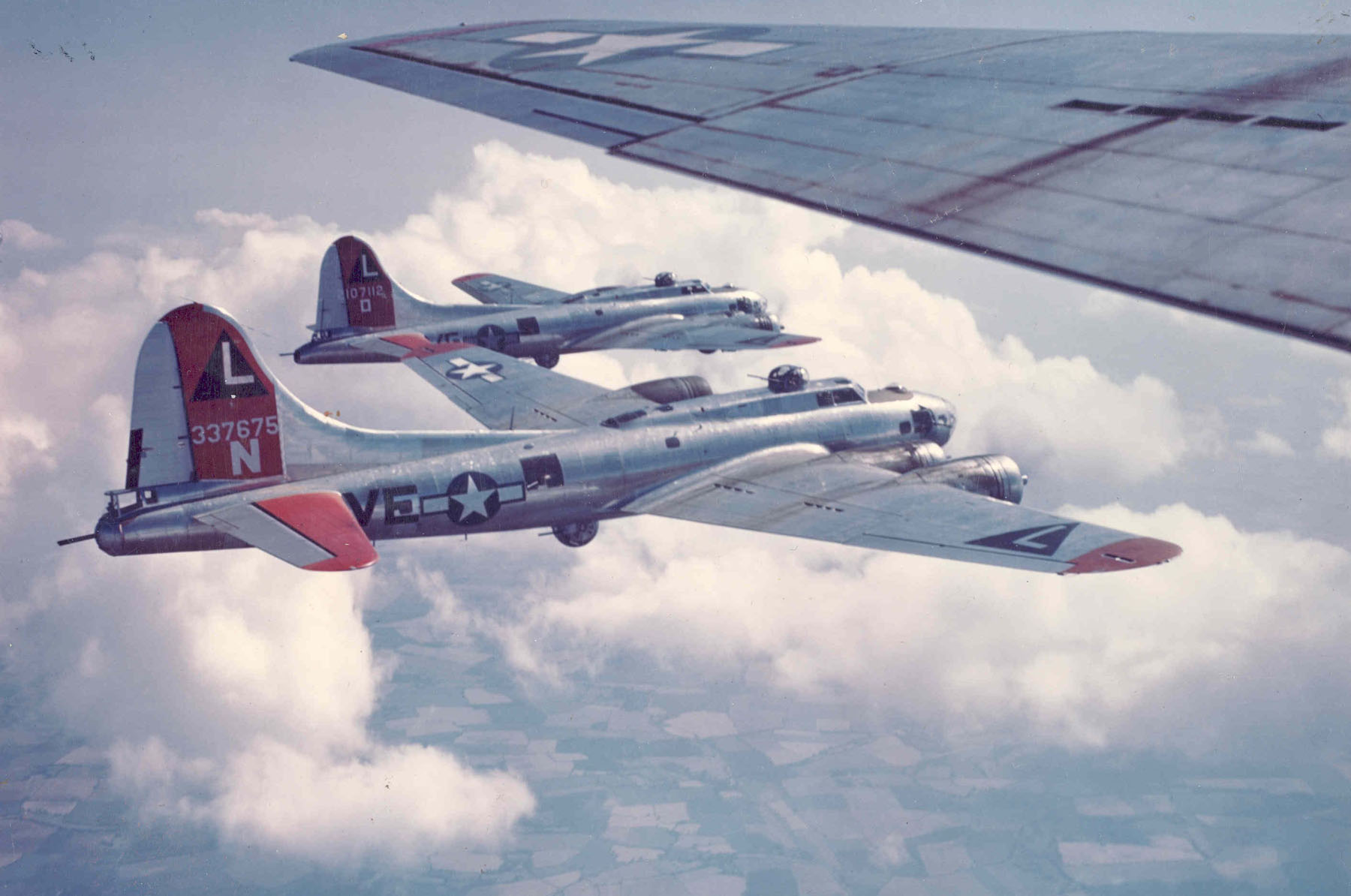
Die B-17G 43-37675 und 42-107112 der 532nd Squadron der 381st Bombardment Group, beide waren beim Angriff auf Meiningen beteiligt.

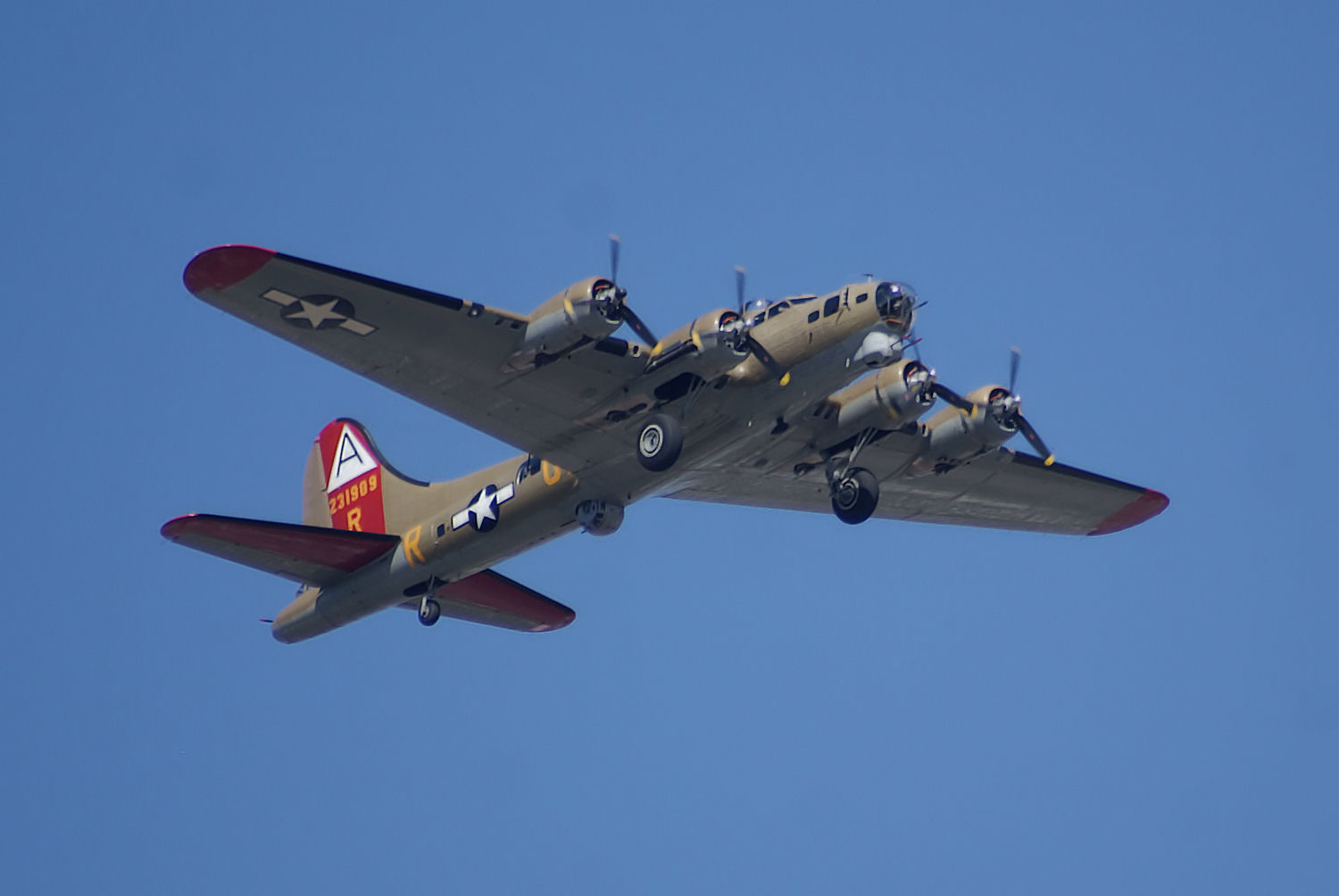
B-17G 231909 (Nine-O-Nine) der 323rd Squadron der 91st Bombardment Group, die Hildburghausen bombardierte.

Am Morgen des 23. Februar 1945 formierte sich ein Bomberverband der 1st Air Division der Eighth Air Force (8. Luftflotte der USAAF) zum Anflug auf das Primärziel Hof, um die dortigen Bahnanlagen zu zerstören. Dabei flog ein Teil des Verbands südlich an Meiningen vorbei, was gegen 12 Uhr den ersten Fliegeralarm auslöste. Während des Anflugs auf Hof erhielten die Bombengeschwader die Meldung, dass die Stadt Hof wegen einer dichten Wolkendecke nicht angegriffen werden kann. Daraufhin teilte sich der Verband und flog die festgelegten Ersatzziele an. Dazu gehörte neben zehn weiteren Orten auch Meiningen. Zum Anflug auf die Stadt formierten sich die 91st und die 381st Bombardment Group mit zusammen sieben Staffeln, denen 74 Bomber vom Typ B-17 „Flying Fortress“ angehörten. Die 533rd Squadron der 381st Bombardment Group mit 12 Bombern verlor den Anschluss und griff mit Adelsberg ein anderes Ersatzziel mit mäßigem Erfolg an. Kurz vor Meiningen trennte sich von der 91st Bombardment Group die 323rd Squadron mit 13 Bombern und griff ein zunächst unbekanntes Gelegenheitsziel mit Bahnhof an, das aber später als Hildburghausen erkannt wurde. Zwei Bomber dieser Staffel konnten wegen technischer Schwierigkeiten keine Bomben abwerfen.
Gegen 12.40 Uhr gab es in Meiningen wieder einen, diesmal ernsten Fliegeralarm, da gleichzeitig Aufklärungsflugzeuge Zielmarkierungen in Form von silbernen Stanniolstreifen setzten. 12.43 Uhr begann der Angriff der nun 49 verbliebenen B-17G, davon 21 Bomber der 322nd und der 324th Squadron der 91st Bombardment Group und 28 Bomber der 532nd, der 534th und der 535th Squadron der 381st Bombardment Group. In mehreren Wellen überflogen die Bomberstaffeln in einer Höhe von rund 3960 Metern (13.000 Fuß) die Stadt und warfen mehr als 580 Bomben mit einem Gesamtgewicht von 145,5 Tonnen ab. Bereits nach fünf Minuten, um 12.48 Uhr, war der Angriff vorbei.
Auffällig war, dass der Bomberverband Abstand zur Drachenbergkaserne wahrte und dass dadurch nur die südliche Hälfte des 1,3 Kilometer langen Bahnhofsgeländes getroffen wurde. Offenbar wollte die Einsatzleitung die auch für die Alliierten bedeutende Wehrmachtauskunftstelle mit ihrer umfangreichen Kriegsgefangenen-Kartei nicht gefährden. Nach Auskunft von beteiligten Bomberpiloten beeinträchtigten auch eingeschränkte Sichtverhältnisse die Zielgenauigkeit. Folglich blieb auch das direkt benachbarte RAW verschont.

### Folgen

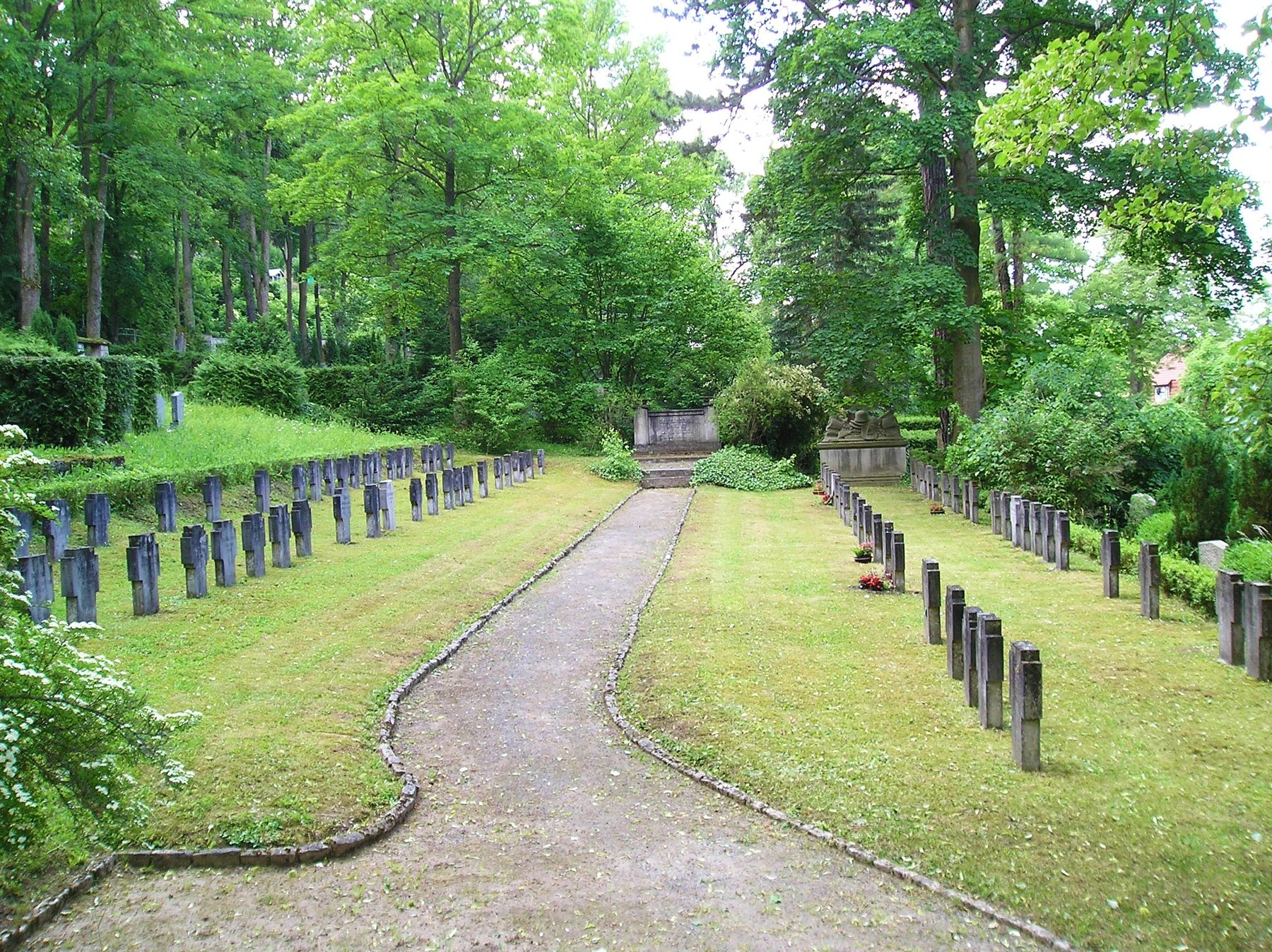
Ehrenhain für die Opfer auf dem Parkfriedhof Meiningen

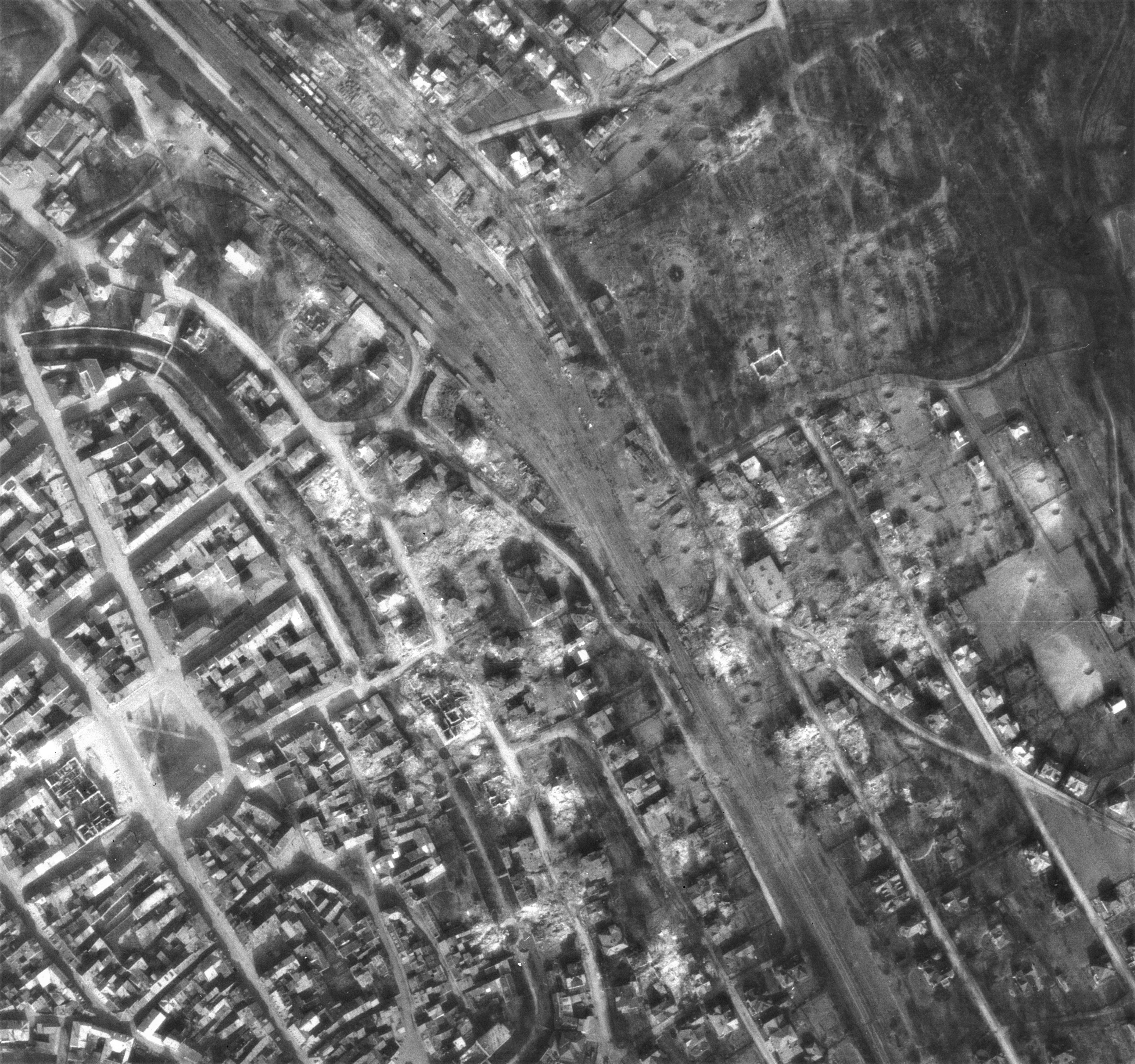
Das am meisten getroffene Stadtgebiet vom Luftangriff am 23. Februar 1945

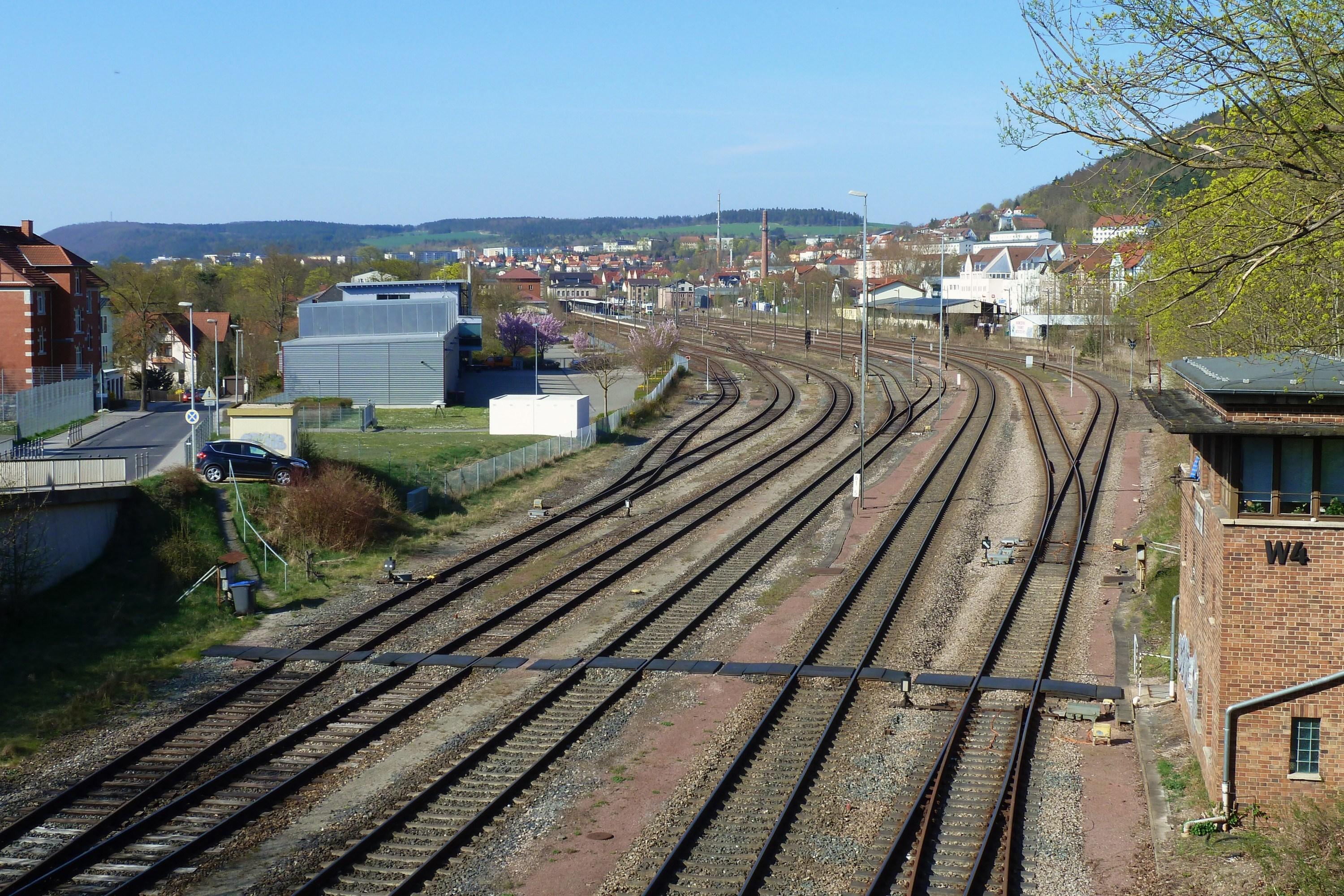
Blick auf den Südteil des Bahnhofes, der stark zerstört wurde.

Der Luftangriff forderte 208 Tote und viele Verletzte. 251 Gebäude, davon 84 Wohngebäude, 47 Verwaltungs- und Geschäftshäuser sowie 120 Wirtschaftsgebäude wurden total zerstört und weitere 254 Wohnhäuser und 190 Wirtschaftsgebäude schwer bis leicht beschädigt. 800 Menschen wurden obdachlos. Das Bombardement erfasste ein Gebiet von rund einem Quadratkilometer, das sich von den östlichen Stadtvierteln über das südliche Bahnhofsgelände bis zum Stadtzentrum erstreckte.
Vernichtet wurden neben zahlreichen Wohngebäuden das Rathaus, die Stadtsparkasse, das Land- und Amtsgericht, das Wasserwirtschaftsamt, die Handwerkskammer, die Friedhofskapelle, das Krematorium und die Kronenapotheke. Schwer beschädigt wurden die Stadtkirche, der Bayerische Bahnhof und das Realgymnasium Meiningen, wo 25 Schüler und Lehrer ums Leben kamen. Des Weiteren zerstörte der Angriff die Schulstraßenbrücke über dem Bahngelände, die Straßenbrücke über die Werra am Schützenhaus und Teile des Bahnhofes. Hier fielen den Bomben komplett die südlichen Gleisanlagen, das Tanklager mit 50.000 Liter Benzin und großen Mengen Dieselkraftstoff, der bayerische Güterbahnhof, ein Stellwerk und einige Lagerschuppen zum Opfer. Zu den stark betroffenen Straßenzügen gehörten die Berliner Straße, die Schulstraße, Am Steinernen Berg, die Schaubachstraße, der Frauenbrunnen, die Bismarckstraße (heute Neu-Ulmer-Straße), die Freitagsgasse und der Marktplatz (→ Liste der Straßen und Plätze in Meiningen). Verwüstet wurden auch weite Teile des Parkfriedhofs, wo Skelettteile durch die Einschläge verstreut worden sind und selbst in den Bäumen hingen und der Süden des Englischen Gartens.
In der Auswertung des Angriffs durch die USAAF wurde das Ergebnis als „Effective“, also erfolgreich bezeichnet. Der Bomberverband erlitt keine Verluste.

#### Altlasten
Noch Jahrzehnte später wurden Blindgänger entdeckt und entschärft, insbesondere in den 1950/60er Jahren, später 1994 und zuletzt 2019, als am Dienstag, den 12. November südlich des Bahnhofs bei Bauarbeiten ein Blindgänger einer amerikanischen 500-Pfund-Fliegerbombe entdeckt wurde. In einem Radius von rund 500 Metern um den Fundort waren von der für den 13. November angeordneten Evakuierung rund 3000 Einwohner betroffen. Um 16:29 war die Bombe entschärft, im Anschluss konnte die Evakuierungsanordnung aufgehoben werden.

## Luftangriff am 2. März 1945
An diesem Tag erfolgte gegen 13.00 Uhr ein Luftangriff auf den Norden der Stadt. Drei Bomber warfen Spreng- und Brandbomben auf das Gustloffwerk, das in der Rüstungsindustrie tätig war, und das umgebende Wohngebiet ab. Der Angriff kostete eine nicht genau erfasste Anzahl von Menschenleben und beschädigte mehrere Wohnhäuser sowie das Werk selbst.

## Luftangriff am 8. März 1945
Der Luftangriff einiger Bomber erfolgte auf das nördliche Bahnhofsgelände. Getroffen wurden Gebäude in der Kasernenstraße und Ernststraße nahe dem RAW. Der Sachschaden hielt sich in Grenzen.

## Luftangriff am 19. März 1945
Bombenflugzeuge wollten gegen 13.55 Uhr das Reichsbahnausbesserungswerk bombardieren, die Bomben fielen südlich vom Werk und westlich vom Landeskrankenhaus in ein Wohngebiet, wo vier Häuser schwer und mehrere leicht beschädigt wurden, getroffen wurden auch Wasserversorgungsanlagen.

## Geplanter Luftangriff am 26. März 1945
Gemeinsam mit anderen Bombergruppen (BG) formierte sich am 26. März 1945 die 384th Bombardment Group der 1st Air Division von der 8th Air Force mit drei Staffeln mit insgesamt 36 Bombern zum Luftangriff auf das Primärziel Hydrierwerke in der Stadt Zeitz. Nach zwei erfolglosen Versuchen, dieses Ziel zu erreichen, wandte sich die 384th BG dem ausgewiesenen Sekundärziel Meiningen zu. Bombardiert werden sollten das Reichsbahnausbesserungswerk und die Bahnanlagen. Die Tiefe Staffel geriet in Turbulenzen, verlor den Anschluss und flog daraufhin mit 11 Flugzeugen das andere Ersatzziel Würzburg an. Wegen des zu Neige gehenden Treibstoffs hatte man im restlichen Verband dann die Befürchtung, nach der Bombardierung Meiningens die Heimat- oder Ersatzflughäfen nicht mehr zu erreichen. Man wollte sich vorher über einem auf dem Weg nach Meiningen liegenden Gelegenheitsziel der Bombenlast entledigen und sofort zurückfliegen. Die Führungsstaffel und die Hohe Staffel der Bombergruppe griffen so mit 25 B-17G Bombern und 62,5 Tonnen Bomben statt Meiningen die Vorortsiedlung „Am Fröhlichen Mann“ in Suhl an. Dort verloren 31 Menschen ihr Leben, 17 Häuser wurden zerstört. Um einen erfolgreichen Abschluss vorzutäuschen, gaben die amerikanischen Piloten in ihrer Einsatzdokumentation dennoch Meiningen als bekämpftes Ziel an.

## Luftangriff am 5. April 1945

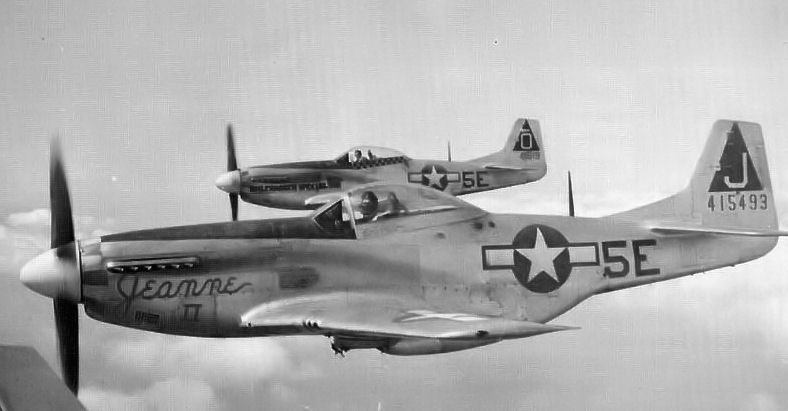
P-51 Mustang-Jagdbomber

Vor der am Abend des 5. April erfolgten Einnahme der Stadt durch US-Truppen griffen gegen acht Uhr morgens zur Unterstützung und Drohung acht Mustang-Jagdbomber (P-51) im Tiefflug die Stadt an. Zerstört und beschädigt wurden mehrere Gebäude im Bodenweg und in der Mauergasse, neun Menschen kamen dabei ums Leben.

## Wiederaufbau
Die Reichsbahn ließ nach dem Luftangriff vom 23. Februar 1945 die Bahngleise durch Bahnbedienstete sowie mit Hilfe von Pioniereinheiten der Wehrmacht und Kriegsgefangenen sofort wieder Instand setzen und störende Trümmer beseitigen, sodass bereits nach drei Tagen der Bahnbetrieb wieder aufgenommen werden konnte. Die Werrabrücke am Schützenhaus (ab 1947 Volkshaus) ersetzte man zunächst mit einer provisorischen Fahrbahn, ehe sie 1950 unter dem Namen „Brücke des 15. Oktober 1950“ neu erbaut wurde. Das umgangssprachlich „Volkshausbrücke“ genannte Bauwerk ersetzte man 2010 mit einer neuen größeren Brücke. Die Schulstraßenbrücke über die Bahngleise wurde erst nach der Wende im Jahr 1992 wieder aufgebaut, bis dahin mussten sich die Stadt und ihre Bürger mit einer provisorischen Fußgänger-Holzbrücke begnügen. Wiedererrichtet oder repariert im ursprünglichen Zustand wurden in den 1950er Jahren die Handwerkskammer, das Krematorium und das Realgymnasium.
Der Wiederaufbau der zerstörten Stadtviertel ist bis in die Gegenwart noch nicht abgeschlossen. So wurde die Westseite des Marktes, wo Rathaus und Stadtsparkasse zerstört worden waren, aus verschiedenen Gründen bis in die 2010er Jahre nicht wieder aufgebaut, was erheblich die städtebauliche Harmonie des bedeutendsten Platzes der Stadt störte. Diese große Lücke verschwand erst 2016 durch einen Neubau. Weiter sind eine Reihe von Grundstücken nicht wieder bebaut worden, viele Bombenlücken wurden erst nach der politischen Wende durch einen Bauboom in den 1990er Jahren geschlossen.

## Begräbnis- und Gedenkstätten

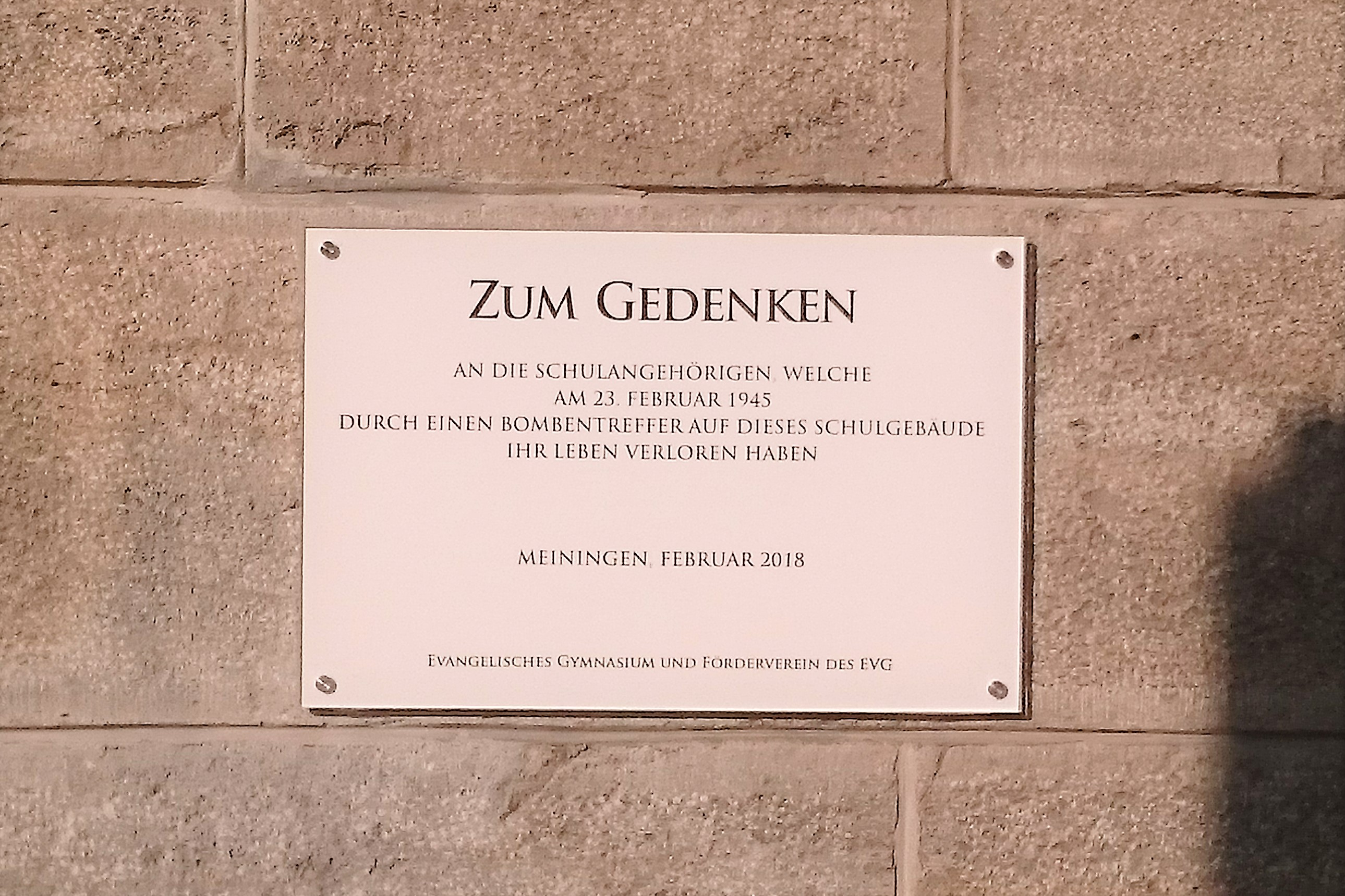
Gedenktafel für 25 Schüler und Lehrer, die bei dem Luftangriff am 23. Februar 1945 ums Leben kamen

Die Bombenopfer vom 23. Februar 1945 wurden auf dem Parkfriedhof in einem Ehrenhain beigesetzt. Die einzelnen Grabsteine sind mit bis zu vier Namen versehen, die oft ganze Familien betreffen. Der Gedenkstein trägt die verallgemeinernde, aber DDR-typische Angabe „anglo-amerikanische“ Flugzeuge, obwohl es ausschließlich amerikanische waren.
Am ehemaligen Realgymnasium, dem heutigen Evangelischen Gymnasium erinnert eine Gedenktafel an die beim Luftangriff am 23. Februar 1945 ums Leben gekommenen 25 Schüler und Lehrer. Der Text von 2018 lautet: ZUM GEDENKEN AN DIE SCHULANGEHÖRIGEN, WELCHE AM 23. FEBRUAR 1945 DURCH EINEN BOMBENTREFFER AUF DIESES SCHULGEBÄUDE IHR LEBEN VERLOREN HABEN.  MEININGEN, FEBRUAR 2018. EVANGELISCHES GYMNASIUM UND FÖRDERVEREIN DES EVG".
Weitere erkennbare öffentliche Erinnerungsorte an die Luftangriffe gibt es in Meiningen nicht.